# Noctivox bolivari
Noctivox bolivari är en insektsart som först beskrevs av Lucien Chopard 1947.  Noctivox bolivari ingår i släktet Noctivox och familjen syrsor. Inga underarter finns listade i Catalogue of Life.